# Kljajićevo
Kljajićevo (serbocroata cirílico: Кљајићево) es un pueblo de Serbia, constituido administrativamente como una pedanía de la ciudad de Sombor en el distrito de Bačka del Oeste de la provincia autónoma de Voivodina.
En 2011 tenía 5045 habitantes, casi todos étnicamente serbios.
Se conoce su existencia desde 1391, cuando se menciona como una localidad llamada Szent Király en el reino de Hungría. En el siglo XVI, como consecuencia de las invasiones turcas, los magiares abandonaron la localidad, que fue repoblada bajo el nombre de Kernja por serbios procedentes del sur. Era una localidad de pequeño tamaño hasta que en la década de 1760 fue repoblada principalmente por suabos del Danubio dentro del plan de desarrollo de la Militärgrenze impulsado por la reina María Teresa. En la Segunda Guerra Mundial, el pueblo quedó casi abandonado al ser perseguida la población germánica local, pasando la localidad de tener seis mil habitantes a poco más de doscientos; la actual localidad fue repoblada en los años posteriores por serbios procedentes de Croacia. Adoptó el topónimo actual en 1949, en referencia a Miloš Kljajić, militar yugoslavo que había muerto en la guerra.
Se ubica unos 10 km al este de la capital distrital Sombor, sobre la carretera 15 que lleva a Kikinda.